# 정조암살미스터리: 8일
《정조암살미스터리: 8일》은 채널 CGV에서 2007년 11월 17일부터 2007년 12월 16일까지 방영한 미스터리 드라마이다.

## 등장 인물

### 주요 인물
- 김상중 : 정조 역 (아역 박건우)
- 정애리 : 혜경궁 홍씨 역
- 박정철 : 정약용 역
- 박찬환 : 심환지 역
- 이선호 : 장인형 역
- 희원 : 소향비 역

### 주변 인물
- 김성겸 : 영조 역
- 조한준 : 사도세자 역
- 김희정 : 정순왕후 역
- 박수현 : 최기수 역
- 박웅 : 채제공 역
- 김기현 : 김정수 역
- 조달환 : 춘득 역
- 장기용 : 홍재천 역
- 이대연 : 문인방 역

### 그 외
- 김태훈 : 김한주 역
- 이용환 : 구명록 역
- 홍승일 : 정한기 역
- 정용우 : 홍병신 역
- 나재균 : 홍인한 역
- 허기호 : 홍봉한 역
- 최정우 : 이경무 역
- 이용진 : 조심태 역
- 김성일 : 동중서 역
- 한철우 : 장손이 역
- 장영주 : 장손삼 역
- 송영진 : 홍상궁 역
- 이용재 : 홍수영 역
- 홍예빈 : 화완옹주 역
- 원종선 : 심이지 역
- 이형주 : 이한풍 역
- 박용진 : 이명식 역
- 오창경 : 이유경 역
- 박종철 : 유언호 역
- 김권호 : 윤시동 역
- 최민서 : 신대현 역
- 김양우 : 구선복 역
- 신동훈 : 막쇠 역
- 김승훈 : 대동집사 역
- 이재욱 : 배정태 역
- 노익현 : 한장복 역
- 정나온 : 젊은 주모 역
- 오서연 : 한매 역
- 설지윤 : 청연공주 역
- 윤영민 : 정복 역
- 석명식 : 한주집사 역
- 양정현 : 문중 어른 역
- 손영권 : 정후겸 역
- 이동현 : 어린 수영 역
- 김진희 : 어린 혜경 역
- 오현실 : 혜경의 상궁 역
- 신경선 : 정조의 상궁 역

## 시청률
아래의 파란색 숫자는 '최저 시청률'이고, 빨간색 숫자는 '최고 시청률'입니다. 시청률조사회사와 지역별로 시청률에 차이가 있을 수 있습니다.
| 2007년        | 2007년    | 2007년           | 2007년         |
| 회차          | 방송일    | TNmS 시청률<ref> |                |
| 회차          | 방송일    | 대한민국(전국)   | 대한민국(전국) |
| ------------- | --------- | ---------------- | -------------- |
| 1             | 11월 17일 | 15.5%            | 16.1%          |
| 2             | 11월 18일 | 16.9%            | 16.4%          |
| 3             | 11월 24일 | 18.8%            | 19.3%          |
| 4             | 11월 25일 | 17.1%            | 17.5%          |
| 5             | 12월 1일  | 17.5%            | 19.8%          |
| 6             | 12월 2일  | 17.8%            | 17.7%          |
| 7             | 12월 8일  | 17.0%            | 16.8%          |
| 8             | 12월 9일  | 15.4%            | 15.8%          |
| 9             | 12월 15일 | 15.7%            | 15.5%          |
| 10 (마지막회) | 12월 16일 | 21.4%            | 21.2%          |

## 제작진
- 기획 : 김철연, 이성환
- 프로듀서 : 고장원, 김도연, 안상휘, 이주형
- 제작관리 : 이규환, 윤선영
- 제작 : 이호찬
- 제작이사 : 한창훈
- 제작실장 : 최영윤
- 극본 : 김원석, 오세영
- 연출 : 박종원